# Partido Social Nacionalista Sirio
El Partido Social Nacionalista Sirio (abr. PSNS; en árabe: الحزب السوري القومي الاجتماعي‎, romanizado: Al-Ḥizb Al-Sūrī Al-Qawmī Al-'Ijtimā'ī; en francés: Parti social nationaliste syrien o Parti populaire syrien) es un partido político nacionalista sirio que opera en Líbano, Siria, Jordania, Irak y Palestina. Aboga por el establecimiento de una Gran Siria o estado nación que abarque el Creciente Fértil, que incluye lo que es la actual Siria, Líbano, Irak, Kuwait, Jordania, Palestina, Israel, Chipre, Sinaí, Provincia de Hatay y Cilicia, según los límites geográficos y la historia común que comparten las personas dentro de los límites. También ha estado activo en la diáspora siria y libanesa, por ejemplo en Sudamérica.
En la Siria de Bashar Al-Asad, era el segundo grupo político legal más grande del país, con más de 100.000 miembros en 2016,después del gobernante Partido Baaz Árabe Socialista (Siria). En el Líbano, ha sido un importante partido laico, de las élites y altamente organizado en la historia política del país durante más de 80 años.
Fundada en Beirut en 1932 como una organización hostil al colonialismo francés, anticolonial y de liberación nacional, el partido jugó un papel importante en la política libanesa y estuvo involucrado en intentos de golpes de estado en 1949 y 1961, después de lo cual fue reprimido a fondo. Estuvo activo en la resistencia contra la invasión israelí del Líbano en 1982 y la posterior ocupación del sur del Líbano hasta el 2000, mientras apoyaba continuamente la presencia siria en el Líbano por la creencia en el irredentismo sirio.
En Siria, el PSNS se había convertido en una importante fuerza política sincrética y de derecha a principios de la década de 1950, pero fue completamente reprimida en 1955-56. Permaneció organizado y, a finales de la década de 1990, se había aliado con la Organización de Liberación de Palestina y el Partido Comunista Libanés, a pesar de las diferencias ideológicas entre ellos. El PSNS fue legalizado en Siria en 2005, y se trasladó a la izquierda uniéndose al Frente Nacional Progresista liderado por el Partido Baaz. Desde 2012 hasta el 6 de mayo de 2014, el partido formaba parte del Frente Popular para el Cambio y la Liberación.
Durante el transcurso de la Guerra Civil Siria, el partido se ha vuelto más prominente en Siria, donde casi 12.000 combatientes de la rama armada del partido, las Águilas del Torbellino, han luchado junto a las Fuerzas Armadas Árabes Sirias contra la oposición siria y el Estado Islámico de Irak y el Levante.

## Trasfondo

### Primeros nacionalistas Sirios

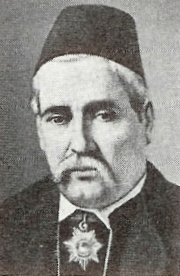
Refiriéndose a Siria, Butrus al-Bustanii adoptó "El amor a la patria es un artículo de fe" como lema cuando fundó el periódico Al-Jinan en 1870.

A mediados del siglo XIX, Butrus al-Bustani fue uno de los primeros en afirmar la existencia de una nación siria natural que debería ser acomodada en un Imperio Otomano reformado. Perteneció a los Nahda, pensadores influenciados por el Renacimiento literario árabe y la Revolución francesa. y que deseaba dar forma a las reformas de Tanzimat, que eran un intento de introducir una monarquía constitucional con libertad religiosa para revertir la progresiva marginación económica del estado otomano y que conduciría a los Jóvenes Turcos y la Segunda Era Constitucional.
Un seguidor influyente de al-Bustani fue el historiador belga jesuita, Henri Lammens, ordenado sacerdote en Beirut en 1893, quien afirmó que la Gran Siria tenía desde tiempos antiguos abarcó toda la tierra entre la península arábiga, Egipto, el Corredor levantino y las Montañas de Tauro, incluidos todos los pueblos dentro del Creciente Fértil.

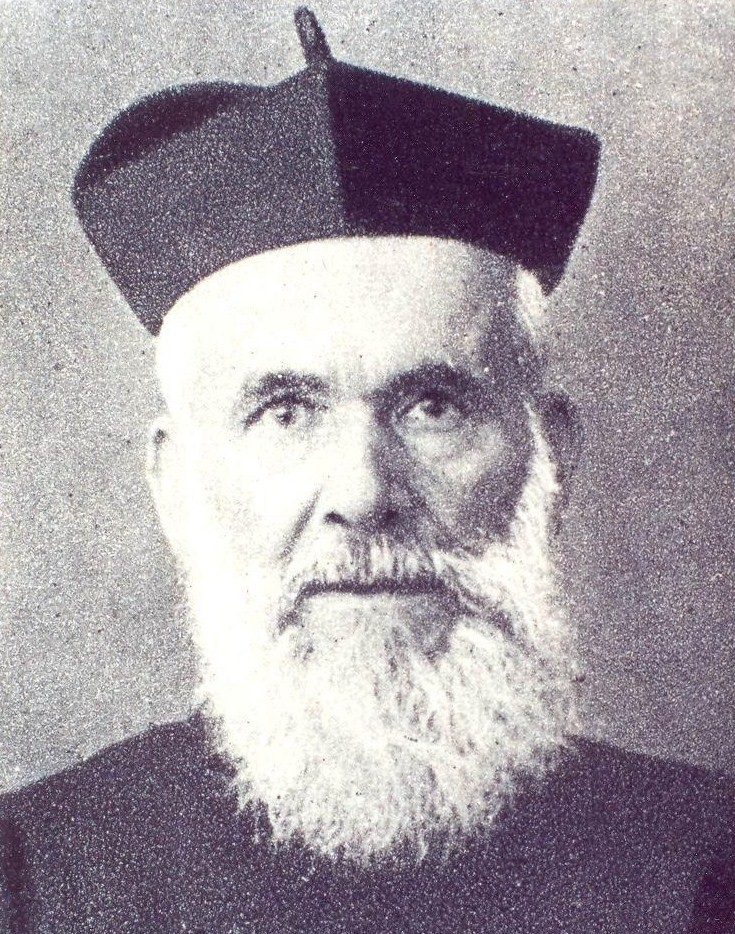
"Siria es la túnica de Cristo" – Henri Lammens.

Esto también fue acompañado por el surgimiento de un patriotismo profundamente idealista, muy parecido al nacionalismo romántico europeo, idealizando la llegada de un  Renacimiento nacional al Levante, que sacudiría el pasado otomano e impulsaría lo que muchos empezaron a ver de nuevo como la cuna de la civilización en el escenario principal del mundo moderno. En ese aspecto, las obras de Khalil Gibran que comenzó a expresar su creencia en el nacionalismo y patriotismo sirios son centrales. Como dijo Gibran, "Creo en ustedes, y creo en su destino. Creo que son contribuyentes a esta nueva civilización. [...] Creo que está en ustedes ser buenos ciudadanos. ¿Y qué es ser un buen ciudadano? ? [...] Es pararse ante las torres de Nueva York y Washington, Chicago y San Francisco diciendo en su corazones, "Soy descendiente de un pueblo edificado en Damasco y Biblos, y Tiro y Sidón y Antioquía, y soy aquí para construir contigo y con voluntad".

### Colonialismo, sionismo y sectarismo
Los finales de la década de 1920 y principios de la de 1930 también fueron un período de efervescencia cultural y política que contribuyó en gran medida al surgimiento del nacionalismo sirio como una ideología distinta. En 1920, el ejército francés derrocó al primer Reino Árabe de Siria y al Hachemita Rey Faisal, que había sido proclamado "Rey de toda Siria" por el Congreso Nacional Sirio en la Batalla de Maysalun. Los británicos y los franceses diseccionaron la región en esferas de influencia en lo que más tarde se conoció como el Acuerdo Sykes-Picot, estableciendo administraciones coloniales en todo el Levante.

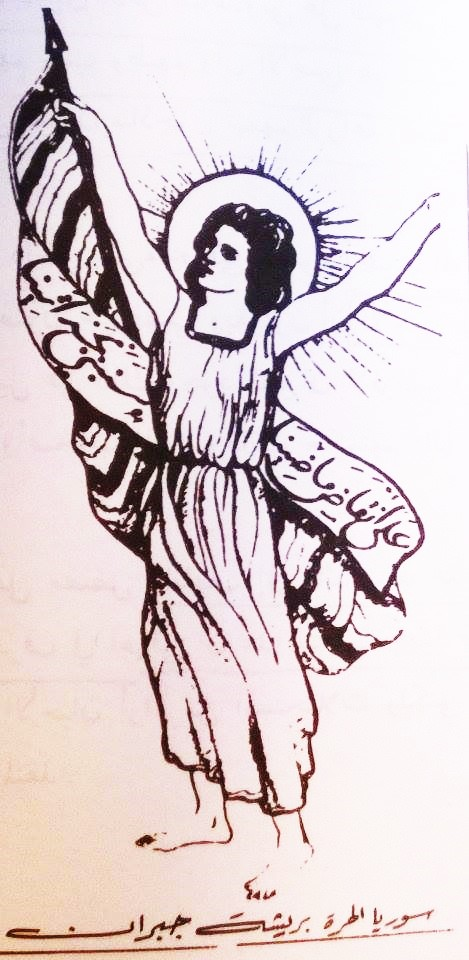
"Sobre las cenizas de nuestro pasado, construiremos nuestra gloria venidera". Siria libre según Khalil Gebran

La Gran Revuelta Siria fue brutalmente reprimida en 1925 mientras una pequeña camarilla de terratenientes tradicionales y notables se unieron en torno a la recién fundada administración del Mandato francés para Siria y el Líbano. El Gran Líbano se estableció sobre las ruinas de Mutasarrifiyya del Monte Líbano con fronteras trazadas arbitrariamente y con una estructura estatal en gran parte dominada por los Maronitas cristianos, una comunidad cuya élite históricamente estaba bien dispuesta a los franceses, y que aseguraría al imperio colonial francés una fuerte presencia en el mundo árabe. La inmigración judía a Palestina estaba aumentando a una velocidad alarmante, llevando a las costas de la Palestina Sionista migrantes que tenían poca afinidad con el (Sionismo revisionista) o similitudes con (marxismo y sionismo laborista) la población local, ya sean los árabes palestinos o las tradicionales judíos árabes. Las tensiones de clase se agudizaron cuando algunos terratenientes palestinos vendieron sus tierras al Fondo Nacional Judío, sin tener en cuenta las aspiraciones nacionales y la difícil situación del campesinado. A medida que la Declaración Balfour se hizo pública, los temores en el Levante de la parcelación de la región a lo largo de las fronteras de la Colonia implicaron en la mente de muchos la necesidad de una acción concertada en todo el Levante que trascendiera el sectarismo tradicional dividido. De manera similar, el Comunismo, percibido por muchos como una ideología ajena que no encajaba bien en las condiciones socioeconómicas de principios del siglo XX en el Levante, era visto con suspicacia, sobre todo porque muchos sionistas migrantes que se establecían en Palestina procedían de la Unión Soviética.
Muchos jóvenes sirios y libaneses vieron estos eventos como presagios de un futuro malo en el que el Levante, que hasta entonces había sido una entidad económica y social única dentro del Imperio Otomano, se conoce como Bilad al-Sham, sería desmembrado a lo largo de líneas religiosas, étnicas y de clase. A medida que la élite tradicional se alejaba del pueblo y buscaba lentamente los buenos oficios del Alto Comisionado francés, y dada la represión con la que se aplicó el Mandato francés, Sociedad secreta floreció a finales de la década de 1920. De manera similar, muchos comienzan a ver el efecto devastador que el sectarismo estaba trayendo sobre la gente de la región, ya sea el separatismo procristiano en el Líbano o el radicalismo de los elementos islamistas en Siria, que enfrentó a cada facción contra el otro y benefició nada menos que a la administración colonial, y comenzó a condenar la mezcla de religión con política. Por lo tanto, se trazó el camino para el surgimiento de una ideología política que simultáneamente lucharía contra el desmembramiento de la región, sionismo y colonialismo, a través del anticolonialismo, Guerra de liberación y Renacimiento nacional, mientras que mantiene al comunismo bajo control. También representó una clara desviación de la corriente nacionalismo árabe que abogaba por la unificación de la totalidad del mundo árabe, y que tenía implícitos matices nacionalistas islámicos. Esta ideología iba a ser la de una Gran Siria romanticizada y secular, basada en los límites geográficos naturales que definían la región vagamente apodada como el Creciente Fértil, una ideología que Antun Saadeh vendría a afirmar con la fundación del Partido Social Nacionalista Sirio, donde encontró su plena expresión.

## Fundación y primeros años

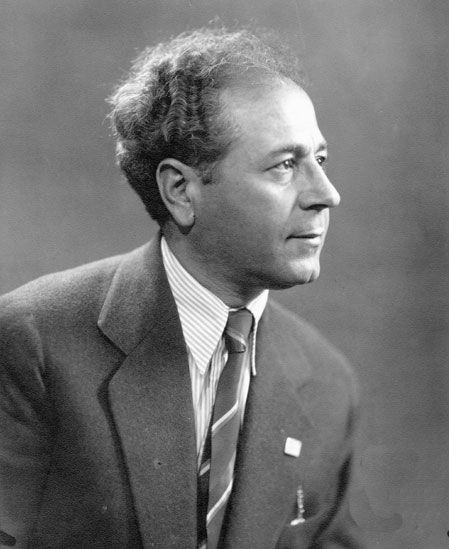
Antun Saadeh

El PSNS fue fundado por Antun Saadeh, un libanés periodista y conferencista de una familia de la Iglesia Ortodoxa Griega que había vivido en América del Sur desde 1919 hasta 1930.: 43 quien en noviembre de 1932 estableció en secreto el primer núcleo del Partido Social Nacionalista Sirio, que operó clandestinamente durante los primeros tres años de su existencia, y en 1933 volvió a publicar la revista mensual Al-Mayalla -publicada por su padre Jalil Saadeh en Buenos Aires entre 1915 y 1919-, la cual se distribuyó en la Universidad Americana de Beirut y desarrolló la ideología del partido. En 1936, la abierta hostilidad del partido al colonialismo llevó a las autoridades francesas a prohibir el partido y encarcelar a Saadeh durante seis meses por crear un partido clandestino. aunque una acusación de haber estado en contacto con los movimientos fascistas alemanes e italianos fue retirada después de que los alemanes negaran cualquier relación. Durante su tiempo en prisión, Saadeh escribió "La Génesis de las Naciones" para exponer la ideología del PSNS. En ese momento, el Partido se unió a otras fuerzas nacionalistas y patrióticas, incluido el Bloque Nacional de Siria, mientras que comenzó a militar, en secreto, por el derrocamiento del Mandato. Sin embargo, la alianza entre el PSNS y el Bloque Nacional no duró mucho: el Bloque Nacional se abstuvo de participar en actividades militantes reales contra los franceses, y decidió cooperar con el Alto Comisionado. Muchos miembros del PSNS también sintieron que el BN se negó a cooperar con ellos debido al hecho de que su fundador era cristiano.
Saadeh emigró nuevamente a Brasil en 1938 y luego a Argentina, solo para regresar al Líbano en 1947 después de la independencia del país de los franceses en 1943 . En su camino a Argentina, visitó Italia y Berlín, lo que aumentó las sospechas de los franceses de que el SSNP podría haber mantenido relaciones con las potencias del Eje. Al regresar al Líbano en 1939, fue interrogado por las autoridades francesas que lo acusaron de conspirar con los alemanes. El cargo fue retirado cuando no se encontró evidencia de colaboración y después de eso, Saadeh declaró que incluso el dominio francés al que se oponía con vehemencia sería mejor que el gobierno alemán o italiano. Después de partir hacia Argentina, Saadeh se enteró de que la rama argentina del periódico SSNP había estado expresando su apoyo total a la Alemania nazi y a las potencias del Eje, lo que llevó a Saadeh a enviar una extensa carta al editor en chef, reiterando que el SSNP no es un partido nacionalsocialista y que no se debe tomar ninguna postura frente a los Aliados o el Eje, En ese momento, el PSNS había crecido exponencialmente y se había enfrentado en muchas ocasiones con su principal rival ideológico, el Partido Kataeb, un partido inspirado en el falangismo español, que había sido fundado por Pierre Gemayel, farmacéutico y atleta después de su regreso de los Juegos Olímpicos de Berlín de 1936. Siendo vehementemente Anticomunista en sus primeros días, una posición que luego cambiaría, también se había enfrentado con el Partido Comunista Sirio-Libanés, este último acusando al PSNS de simpatizar con los nazis.[cita requerida]
Mientras que el Partido Kataeb estaba comprometido con la noción de Líbano como un Estado nación definido como una entidad que preside las fronteras delineadas primero por el Acuerdo Sykes-Picot en 1916, y luego por el División administrativa francesa de su mandato en seis estados, incluido el estado del Gran Líbano, y había adoptado un fuerte vínculo entre la nación y la iglesia, así como un ultraconservadurismo social absoluto, el PSNS rechazó estas afirmaciones nacionales. sobre la base de que las fronteras que delimitan los estados recién creados eran ficticias, resultado del colonialismo, y no reflejan ninguna realidad histórica y social. El partido afirmó que la Gran Siria, tal como la define Saadeh, representa el ideal nacional que abarca al pueblo histórico de Mesopotamia y la Media Luna Fértil, unidos por una geografía claramente definida y un camino de desarrollo histórico, social y cultural común lejos de todo sectarismo.
El Partido adoptó una postura radical contra la clase notable tradicional en Siria y el Líbano, incluidos los grandes terratenientes y los señores feudales, y pidió la emancipación de la clase trabajadora y el campesinado lejos de la religión y el sectarismo, hacia una producción de inspiración socialista. El PSNS también pidió la recuperación de Alejandría que había sido entregada arbitrariamente a Turquía por Francia. Con el inicio del Conflicto árabe-israelí en 1948, Saadeh radicalizó la Postura antisionista del partido al declarar que "Nuestra lucha con el enemigo no es una lucha por las fronteras sino por la existencia ", y exhortó a los miembros del Partido a luchar en el Ejército de Liberación Árabe, aunque muchos oficiales regulares del ejército libanés y sirio ya eran miembros del Partido.[cita requerida]

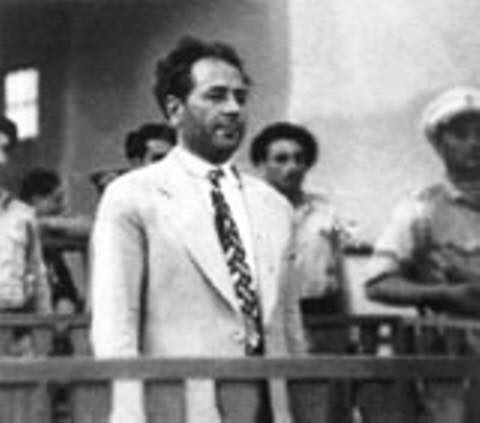
Antun Saadeh enfrentándose a un juicio apresurado y teatral por "alta traición y rebelión armada". Fue ejecutado sumariamente poco después.

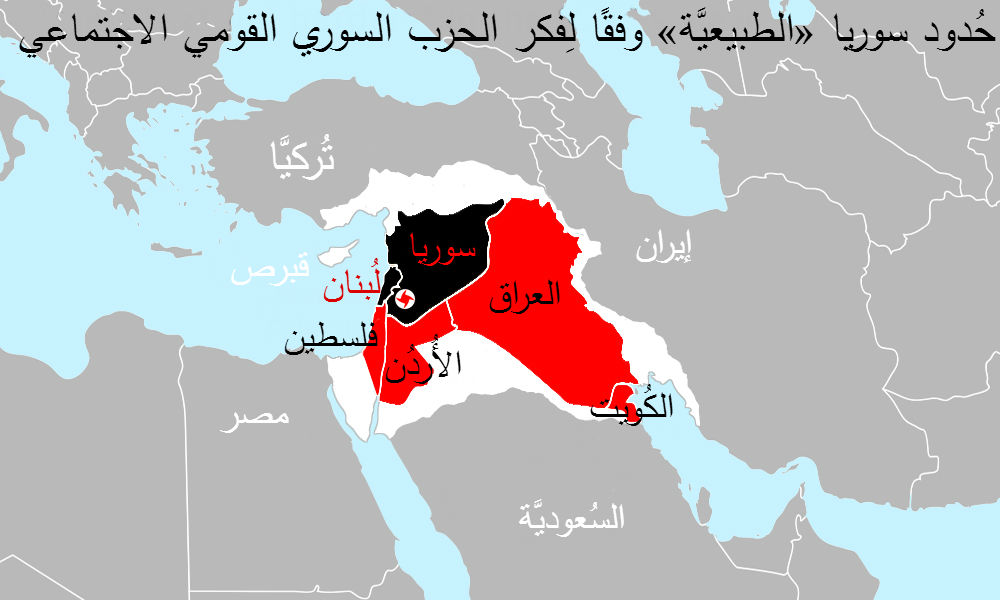
El mapa de Antún Saade de una "Siria natural", basado en la conexión etimológica entre el nombre "Siria" y "Asiria".

Cuando el Partido Comunista Libanés, que había luchado contra el regreso de Saadeh en 1947 y que había estado luchando por el título de jefe del movimiento Antisionista del país, declaró su aceptación del Plan de las Naciones Unidas para la partición de Palestina, miembros del PSNS enfurecidos y cada vez más celosos incendiaron una sede comunista. Cuando los comunistas desertaron después del repentino giro del Partido Comunista por órdenes de la Unión Soviética, las filas del PSNS aumentaron.[cita requerida]
Cuando los árabes perdieron la guerra en 1948, Saadeh impulsó al Partido a una posición de confrontación total: consideró el arabismo como un truco puramente retórico, condenó la incompetencia y la hipocresía de los líderes árabes y afirmó que la creación del Estado de Israel y la expulsión de los palestinos fue el resultado directo de esta incompetencia.
El 4 de julio de 1949, un año después de la declaración del establecimiento del estado de Israel y el éxodo palestino de 1948 (la Nakba), y una respuesta a una serie de agresiones perpetradas por los Kataeb-respaldado por el gobierno libanés, el PSNS intentó su primera revolución. Tras una violenta represión por parte de las fuerzas gubernamentales, Saadeh viajó a Damasco para reunirse con Husni al-Za'im en un intento de obtener su apoyo. La decisión fue tomada por el rey Farouk, Riad el Solh y Husni al-Za'im eliminar a Antoun Saadeh, bajo el patrocinio de la inteligencia británica y el Mossad. Como resultado, Al-Za'im entregó a Saadeh a las autoridades libanesas, quienes lo ejecutaron el 8 de julio de 1949. Fue el juicio más corto y secreto que se le dio a un delincuente político. Al simultáneo, otros seguidores de Antún eran apresados si no habían sido ejecutados junto a él mismo, como su esposa Juliette Elmir, que fue recluida en el monasterio de Saidnaya hasta la caída de al-Za'im un mes después; tras lo que asumió la presidencia del partido.

## El PSNS en el Líbano

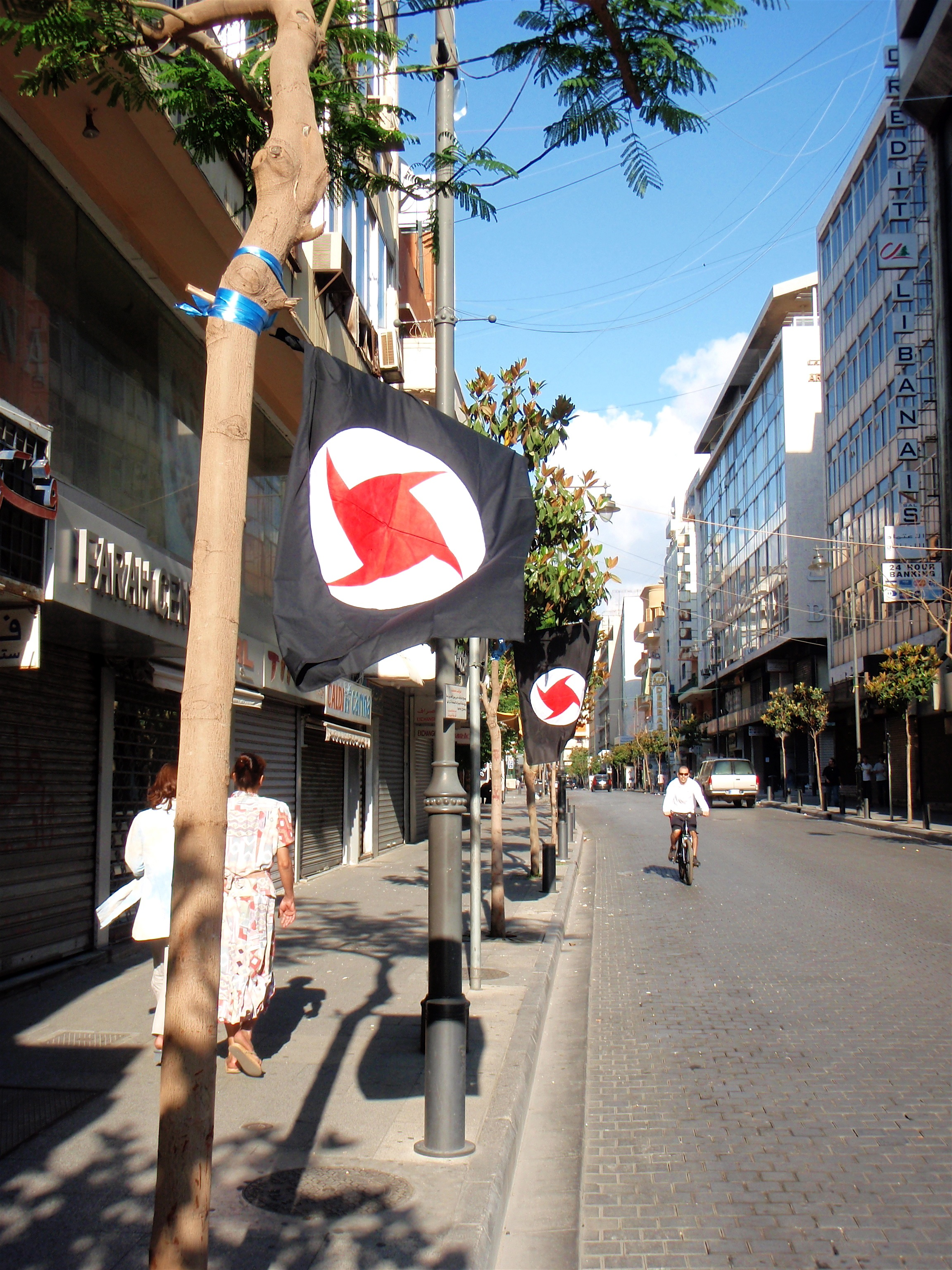
Banderas del Partido Social Nacionalista Sirio en Beirut el 9 de mayo durante el conflicto de 2008 en el Líbano

### De la confrontación a la acomodación
Después de que Saadeh fue ejecutado y sus líderes de alto rango fueron arrestados, el partido permaneció clandestino Crisis del Líbano de 1958 cuando se puso del lado del presidente pro-occidental Camille Chamoun contra los rebeldes nacionalistas árabes. Esto ocurrió justo después de que el Partido fuera acusado de haber planeado el asesinato de Adnan al-Malki, un oficial del ejército de izquierda del Partido Baaz Árabe Socialista en Siria, y después de que los miembros del Partido habían huido a Beirut. El asesinado de Malki conllevó una represión sistemática hacia el partido, incluyendo una condena de 21 años con escasa evidencia sobre Juliette Elmir, la viuda de Saadeh, y es de allí que suele afirmarse que fue la primera presa política de Siria y del mundo árabe. El Partido en ese momento todavía veía a la Unión Soviética con desprecio, y se opuso a la Nacionalismo árabe que era corriente de Nasser, mientras conservaba su compromiso con el Nacionalismo Sirio. De hecho, la idea de tener la Gran Siria subsumida bajo el credo del nacionalismo árabe fundado en el idioma árabe, la cultura árabe y la cultura islámica fueron aborrecidas por el PSNS, que mantuvo su profunda creencia en el historicismo social y antropológico sirio, es decir, el proceso de asociación nacional y social que caracteriza al Creciente Fértil y que lo diferencia de la península arábiga o África del Norte. [cita requerida]

### Golpe de Estado de 1961
El último día de 1961, dos miembros del PSNS, comandantes de compañía del ejército libanés, encabezaron un fallido intento de golpe relámpago contra Fouad Chehab, apoyado por unos 200 miembros civiles del PSNS. En la literatura académica, se ha explicado que el golpe se debió a la preferencia ideológica del partido por la violencia ("balas sobre las papeletas"), su frustración por la exclusión del estado libanés y las críticas tanto políticas como militares al gobierno de Fouad Chehab..
Esto resultó en una nueva proscripción y el encarcelamiento de muchos de sus líderes. La mayoría de los activistas conocidos del partido permanecieron en prisión o exilio hasta una amnistía general en 1969. En 1969, el partido se volvió a alinear hacia el nacionalismo árabe.

### Guerra Civil Libanesa
Con el estallido de la Guerra Civil Libanesa en 1975, el PSNS formó un escuadrón militar que se alió con el Movimiento Nacional Libanés (MNL), contra los Falangistas y sus aliados del Frente libanés. El PSNS vio la Guerra Civil Libanesa como el resultado inevitable de las divisiones de la nación siria en pequeños estados y lejos de una guerra de liberación contra Israel. A mediados de la década de 1970, había tensiones dentro del partido entre "una rama reformista cercana a las facciones palestinas y otra más inclinada hacia Damasco"; se reunificó en 1978.
Después de la derrota de las fuerzas antiisraelíes en la Guerra del Líbano de 1982, el PSNS se unió a varias de las organizaciones que se reagruparon para resistir la ocupación israelí, incluido el asesinato de dos soldados israelíes en un Wimpy Cafe en el oeste de Beirut por el miembro del partido Khalid Alwan. El Buró Federal de Investigaciones de Estados Unidos culpa al PSNS por el asesinato, en 1982, de Bachir Gemayel, el presidente recién electo del Líbano apoyado por los israelíes que sitiaban Beirut. Un miembro del PSNS, Habib Shartoun, fue arrestado por el asesinato y finalmente declarado culpable por ello en 2017
En 1983, el partido se unió al Frente de Salvación Nacional Libanés. En 1985, un miembro del partido, Sana'a Mehaidli, detonó un coche bomba junto a un convoy militar israelí en Jezzin, en el sur del Líbano. Mató a dos soldados israelíes y se convirtió en una de las primeras mujeres conocidas en ser atacantes suicidas.

### Después de la Guerra Civil
El PSNS en el Líbano apoyó ampliamente la ocupación siria del Líbano y se alió con partidos pro-sirios (incluida la Alianza del 8 de marzo) después de la ocupación.
El PSNS participó en una serie de elecciones generales en el Líbano, ganando seis escaños en las Elecciones generales libanesas de 1992, aunque vio una disminución en las elecciones posteriores ganando dos escaños tanto en las de 2005 y 2009. El PSNS estuvo involucrado en el conflicto de 2008 en el Líbano, con hombres armados atacando una oficina del PSNS.
Assaad Hardan fue líder del partido durante dos mandatos. A partir de 2021, dos miembros del partido, incluido Hardan, son diputados, mientras que un tercer diputado, Albert Mansour, está afiliado al PSNS pero no es miembro. Hardan fue reemplazado por Rabih Banat en 2020, pero con una creciente división en el partido entre los seguidores de Hardan, que están más cerca del gobierno sirio y la Alianza del 8 de marzo, y los seguidores de Banat, que están más cerca de la administración de Saad Hariri.

### El PSNS en Siria
En Siria, el PSNS alcanzó una posición de influencia considerable en los años después de la independencia del país en 1946, y fue una fuerza política importante inmediatamente después de la restauración de la democracia en 1954. Era un feroz rival del Partido Comunista Sirio y del radical panárabe Partido Baaz, los otros partidos ideológicos principales del período. En abril de 1955, el coronel Adnan al-Malki, un oficial baazista que era una figura muy popular en el ejército sirio, fue asesinado por un miembro del partido. Esto brindó a los comunistas y baazistas la oportunidad de eliminar a su principal rival ideológico, y bajo la presión de ellos y sus aliados en las fuerzas de seguridad, el PSNS fue prácticamente aniquilado como fuerza política en Siria.
La postura del PSNS durante la guerra civil libanesa y en la política libanesa, donde se ha convertido en un aliado cercano de Hezbolá- fue consistente con la de Siria, y eso facilitó un acercamiento entre el partido y el gobierno sirio. Durante la presidencia de Presidente de Siria de Hafez al-Assad, el partido fue cada vez más tolerado. Después de la sucesión de su hijo Bashar en el 2000, este proceso continuó. En 2001, aunque todavía oficialmente prohibido, se le permitió al partido asistir a reuniones de la coalición de partidos legales liderada por el Baazista Frente Nacional Progresista como observador. En la primavera de 2005, el partido se legalizó en Siria, en lo que se ha descrito como "un intento de permitir una forma limitada de actividad política" 
Con el tiempo, el PSNS y el régimen baazista sirio experimentaron un cambio dramático en su relación histórica, de enemigos a aliados. El proceso comenzó cuando el partido reconoció que los objetivos regionales de Hafez al-Assad, como consolidar el control de Siria sobre el Líbano y la OLP, eran consistentes con el objetivo del PSNS de establecer la Gran Siria. mientras que el PSNS correspondió al actuar como representante sirio en el Líbano. La alianza se ha fortalecido ante la Guerra Civil Siria.
En la elección del 22 de abril de 2007 para el Consejo Popular de Siria, el partido ganó 3 de 250 en el parlamento. En 2015, el periodista Terry Glavin escribió: "pero durante un breve y amistoso interregno durante las falsas elecciones nacionales de 2012, el PSNS ha sido miembro de Assad y es la coalición gobernante desde 2005."  Su líder sirio es Ali Haidar, quien ha sido uno de los dos ministros del partido no baazista en el gobierno de Damasco desde 2012, como Ministro de Estado para Asuntos de Reconciliación Nacional.
Los políticos notables del PSNS en Siria son Issam Al Mahayri, Joseph Sweid, Bushra Massouh e Issam Bagdi.

### Papel en la Guerra Civil Siria
La revolución siria y la guerra civil "fueron una oportunidad para que el PSNS tomara una nueva dimensión", recuperando su fuerza (particularmente entre las minorías cristianas y chiitas) y asumiendo un nuevo propósito. Durante la fase de levantamiento civil de la Guerra Civil Siria el PSNS participó en manifestaciones contrarias en apoyo del gobierno. Una vez que estalló la guerra, el gobierno sirio correspondió al proporcionar armamento y entrenamiento. Mientras tanto, los funcionarios del PSNS se habían convertido en un objetivo de los militantes rebeldes y fueron secuestrados y asesinados.. Bashar al-Yazigi, jefe de la oficina política del PSNS en Siria, declaró que "la oposición busca crear divisiones sectarias agudas y fragmentar la sociedad siria" con el partido con respecto a la guerra civil siria en curso y la guerra de Irak como intentos de dividir esos países. —Y, eventualmente, Líbano — a lo largo de líneas etnosectarias.
A partir de 2016, las estimaciones del número de combatientes del PSNS en Siria oscilan entre 6000 y 8000. Los combatientes libaneses están incluidos en sus filas, aunque el partido afirma que "su proporción dentro de la fuerza de combate total del grupo ha disminuido constantemente, a medida que se inscriben más sirios". En febrero de 2014, los combatientes del PSNS se desplegaron principalmente en las provincias de Homs y Damasco y se decía que eran la fuerza militar más formidable, además del ejército sirio, en Suweida. Los combatientes del PSNS han participado en las batallas de Sadad, Ma'loula o la Batalla de Al Qaryatayn, entre otros. En 2016, los funcionarios del partido dicen que su membresía ha aumentado "por miles" desde el comienzo de la guerra como resultado de su supuesta "reputación como una fuerza de combate eficaz en Siria".
El partido está asumiendo un papel más importante en el sistema político oficial de Siria: presentó treinta candidatos para las elecciones parlamentarias de 2016, obteniendo siete escaños.

### El PSNS en Jordania
En 1966, el rey Huséin I de Jordania hizo que sus servicios de seguridad entraran en acción para erradicar el PSNS de Jordania. El partido había estado activo entre la población palestina en Jordania.
En 2013, los seguidores del partido establecieron el "Movimiento de social nacionalistas sirios en Jordania".

## Ideología
Académicos y analistas han debatido cómo se debe describir la ideología del PSNS. Muchos estudiosos occidentales han superpuesto sus semejanzas ideológicas y organizativas con el fascismo europeo, y de sus símbolos externos a los del nazismo alemán, aunque estas críticas no son aceptadas por el partido mismo. Relatos recientes de periodistas occidentales también lo describen como fascista. Terry Glavin escribe que "luce su propia esvástica [y] canta un himno con la melodía de Deutschland Uber Alles", mientras que Bellingcat lo llama una "organización fascista rabiosamente antisemita con vínculos internacionales con la extrema derecha."  Otras fuentes son menos definitivas. Por ejemplo, L'Orient-Le Jour escribe que la "visión nacional de Saadeh se basaba en pertenecer al medio geográfico de uno, en lugar de a la raza de uno. Sus partidarios insisten en que su líder eligió el emblema del partido mucho antes de conocer el nazismo".." 

Saadeh estaba al tanto de las acusaciones de fascismo, y les respondió durante su discurso del 1 de junio de 1935:
El sistema del Partido Social Nacionalista Sirio no es un sistema hitleriano o fascista, sino que es un sistema puramente sirio que no se basa en una imitación no rentable, sino en una originalidad básica que es una de las características de nuestro pueblo. Antun Saadeh Junio de 1935 .
Según el historiador Stanley G. Payne, el nacionalismo árabe de entreguerras fue influido por el fascismo europeo. Se crearon al menos siete movimientos de camisas nacionalistas árabes similares al movimiento de los camisa marrón en 1939, y de ellos los más influidos fueron el PSNS, el movimiento juvenil iraquí Futawa y el Joven Egipto. Estos tres movimientos compartirían características como ser territorialmente expansionistas (por ejemplo, el PSNS quería el control completo de Siria), creer en la superioridad de su propio pueblo (Saadeh teorizaba sobre una raza siria "distinta y naturalmente superior"), ser "no racionalistas, antiintelectuales y altamente emocionales" y "[enfatizar en] las virtudes militares y el poder [y enfatizar] el autosacrificio ". También según Payne, todos estos movimientos recibieron una fuerte influencia del fascismo europeo y elogiaron al fascismo italiano y alemán, pero "[nunca llegaron a ser] movimientos fascistas completamente desarrollados, y ninguno reprodujo las características completas del fascismo europeo"; su influencia en el nacionalismo árabe se mantuvo mucho después de 1945. Además, la raza superior de Saadeh no era pura, sino una fusión de todas las razas en la historia de Siria. El SSNP sería "[un] grupo de élite, con poca estructura para la movilización".
Según el investigador Wissam Samia, Saadeh definió la política del SSNP en un periódico que fundó en 1947 llamado 'Suriah al-jadida' (Nueva Siria) en una carta a su junta directiva. Definió la política del partido como "política nacionalista siria que no está mezclada con ninguna política exterior", y enfatizó que la política del partido no es fascista, nazi o "democrática", y que la política del partido tampoco es comunista o bolchevique.

### Nacionalismo

#### Gran Siria, Siria natural
Mientras estuvo en la cárcel desde principios de febrero hasta principios de mayo de 1936, Saadeh completó "El Génesis de las Naciones", que había comenzado a escribir tres meses antes de que las autoridades francesas en el Líbano descubrieran la organización secreta y arrestaran a su líder y sus asistentes. En su libro, Saadeh formuló su creencia en la existencia de una nación siria en una patria definida como abarcando toda la Siria histórica que se extiende hasta el Canal de Suez en el sur, y que incluye la Siria moderna, Palestina, Israel, Líbano, Jordania, Irak y Kuwait. Los límites del entorno histórico en el que evolucionó la nación siria fueron mucho más allá del alcance que se suele atribuir a Siria, extendiéndose desde la cordillera de Tauro en el noreste y las montañas de Zagros en el noroeste hasta el Canal de Suez y el Mar Rojo en el sur e incluye la península del Sinaí y el Golfo de Aqaba, y desde el Mar Mediterráneo en el oeste, incluida la isla de Chipre, hasta el arco del desierto de Arabia y el Golfo Pérsico en el este. Según Saadeh, esta región también se llama la Creciente Fértil Siria, siendo la isla de Chipre su estrella.
La Gran Siria corresponde a la cuenca mesopotámica de Bilad al-Sham antes de que fuera diseccionada arbitrariamente por las potencias coloniales. Según Saadeh, los factores geográficos juegan un papel importante en el establecimiento de los parámetros para el proceso de asociación y, por lo tanto, para el establecimiento de una nación. Sostuvo que el proceso de evolución humana de cazador-recolector a la agricultura asentada fue uno de los factores más importantes que llevaron a la creación de la propiedad privada y el sistema de clases. Saadeh destacó el papel que jugó el sistema de clases en el florecimiento del comercio y la creación de riqueza, atribuyéndolo como una característica de los pueblos semíticos, a saber, los fenicios costeros. También hizo hincapié en el vínculo entre los modos de producción económicos y el establecimiento de normas y valores culturales, una visión que compartía con Karl Marx.[cita requerida]
Sin embargo, Saadeh creía que si bien los modos económicos de producción pueden crear cultura, la cultura adquiere vida propia con el tiempo y finalmente se incrusta y perpetúa en su gente, que llega a reconocerse a sí misma como un organismo vivo. De ahí la importancia del estado al servicio de los intereses de la nación y de la democracia nacional como fuente legítima de legislación política. El partido defiende la idea de que la base fundamental de la nación es el territorio o la región geográfica, no el vínculo étnico. El entorno natural y las especificaciones geográficas de una determinada tierra es lo que eventualmente permite, o no permite, su transición de una fase socioeconómica a otra.[cita requerida]

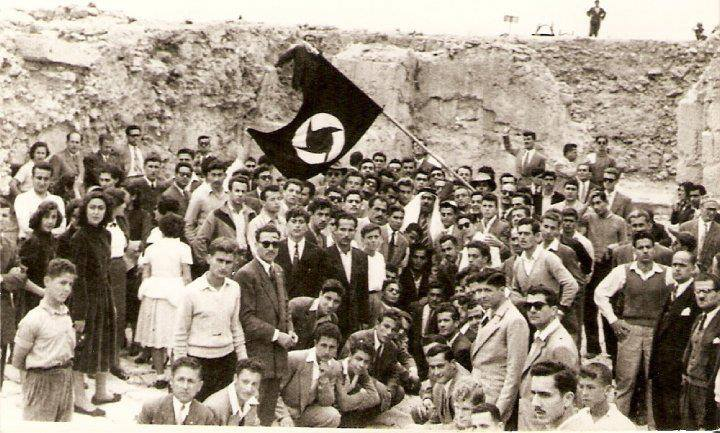
Miembros del PSNS al regreso de Saadeh del exilio en 1947

Por tanto, estos factores geográficos naturales crean el marco social en el que el hombre establece su existencia, creencias, hábitos y sistemas de valores. La crítica de Saadeh a los nacionalismos étnicos lo llevó a desarrollar un marco de nacionalismo geográfico, la idea de la "patria natural". Cuando aplicó este modelo al caso del Creciente Fértil, la conclusión a la que llegó fue sencilla: los factores geográficos naturales de la cuenca situada al este del Mediterráneo es lo que le ha permitido convertirse en la cuna de la civilización, lo que ha impulsado a lo largo de la historia de la humanidad movimientos que buscan unificarla, lo que le ha permitido establecer, a través de la asimilación y mestizaje étnico, religioso y cultural, una alta cultura y civilización, y lo que la ha convertido en el premio codiciado por todas las potencias imperialistas. Saadeh abogó por que todos los grupos etnorreligiosos se consideraran descendientes de la era precristiana del antiguo Próximo Oriente de los imperios de Babilonia y Asiria, de los hititas y los reyes deAram, luego de los Imperios islámicos, hasta el presente. El PSNS afirmó que la Gran Siria es el la patria natural del pueblo sirio con fronteras geográficas claramente definidas, pero que su gente está sufriendo de lo que Saadeh describió como un "ay" ( al-wail ) debido a una crisis de identidad debido ala ocupación, colonialismo y sectarismo. Saadeh afirmó que el "renacimiento" de la nación siria está inevitablemente vinculado a la purga de estas fuerzas "decadentes" mediante el refuerzo de la solidaridad nacional, la resistencia contra el colonialismo y la adopción del secularismo.
En la visión de Saadeh de la "armonía" entre las comunidades étnicas y religiosas del país mediante el retorno a la llamada "unidad racial" siria, que en sí misma era una mezcla de razas, ni el islam ni el panarabismo eran importantes y, por lo tanto, la religión no lo era. El concepto de nación de Saadeh se formó principalmente por interacciones históricas concretas entre personas a lo largo de los siglos en una geografía determinada, en lugar de basarse en orígenes étnicos, raza, idioma o religión. Esto lo llevó también a concluir que los árabes no podían formar una nación, pero muchas naciones podrían llamarse árabes.